# Rokhaya Niang
Rokhaya Niang es una actriz senegalesa,  conocida por sus actuaciones en las películas Le prix du perdon, L'Extraordinaire destin de Madame Brouette y Teranga Blues.

## Carrera
En 2001, debutó en la película Le prix du perdon dirigida por Mansour Sora Wade. Con el éxito de la película, fue seleccionada para la película L'Extraordinaire destin de Madame Brouette en 2002. Ambas fueron seleccionadas para el Festival Panafricano de Cine y Televisión de Uagadugú (FESPACO) en 2003. Sin embargo, su actuación cinematográfica más popular llegó a través de la película de 2007 Teranga Blues dirigida por Moussa Sène Absa cuando interpretó el papel de 'Rokhaya'.

## Filmografía
| Año  | Título                                         | Papel      | Ref.  |
| ---- | ---------------------------------------------- | ---------- | ----- |
| 2001 | Le prix du pardon                              | Maxoye     | [ 5 ] |
| 2002 | L'Extraordinaire destin de Madame Brouette     | Mati       | [ 5 ] |
| 2007 | Teranga Blues                                  | Rokhaya    |       |
| 2010 | The Erotic Man                                 | Ella misma |       |
| 2011 | Un pas en avant - Les dessous de la corruption | Dovi       |       |
| 2012 | Accusé de réception                            |            |       |